# كليمونس (كارولاينا الشمالية)
كليمونس (بالإنجليزية: Clemmons, North Carolina)‏ هي قرية تقع في الولايات المتحدة في مقاطعة فورسيث، كارولاينا الشمالية. يقدر عدد سكانها بـ 18,627 نسمة ومساحتها 28.1 كم2 وترتفع عن سطح البحر 259 متر.

## التركيبة السكانية
حدّد مكتب تعداد الولايات المتحدة بيانات التركيبة السكانية لكليمونس في تعداد الولايات المتحدة. في ما يلي، التركيبة السكانية حسب تعدادي 2000 و2010.

### تعداد عام 2000
بلغ عدد سكان كليمونس 13,827 نسمة بحسب تعداد عام 2000، وبلغ عدد الأسر 5,291 أسرة وعدد العائلات 3,945 عائلة مقيمة في القرية. في حين سجلت الكثافة السكانية 441.5 نسمة لكل كيلومتر مربع (1,143.5/ميل2). وبلغ عدد الوحدات السكنية 5,614 وحدة بمتوسط كثافة قدره 179.2 لكل كيلومتر مربع (464.1/ميل2).
وتوزع التركيب العرقي للقرية بنسبة 89.87% من البيض و5.21% من الأمريكيين الأفارقة و0.09% من الأمريكيين الأصليين و2.10% من الأمريكيين ذوي الأصول الآسيوية و0.02% من سكان جزر المحيط الهادئ و1.76% من الأعراق الأخرى و0.95% من عرقين مختلطين أو أكثر و3.54% من الهسبانيون أو اللاتينيون من أي عرق.
بلغ عدد الأسر 5,291 أسرة كانت نسبة 37.9% منها لديها أطفال تحت سن الثامنة عشر تعيش معهم، وبلغت نسبة الأزواج القاطنين مع بعضهم البعض 64.5% من أصل المجموع الكلي للأسر، ونسبة 7.7% من الأسر كان لديها معيلات من الإناث دون وجود شريك،  بينما كانت نسبة 2.3% من الأسر لديها معيلون من الذكور دون وجود شريكة وكانت نسبة 25.4% من غير العائلات. تألفت نسبة 21% من أصل جميع الأسر من عدة أفراد يعيشون في نفس المنزل ونسبة 5.6% كانت تتألف من شخص يعيش بمفرده يبلغ من العمر 65 عاماً أو أكثر. وبلغ متوسط حجم الأسرة المعيشية 2.56، أما متوسط حجم العائلات فبلغ 2.97.
بلغ العمر الوسطي للسكان 38.3 عاماً. وكانت نسبة 25.7% من القاطنين تحت سن الثامنة عشر، وكانت نسبة 6.1% بين الثامنة عشر والرابعة والعشرين عاماً، ونسبة 30.6% كانت واقعةً في الفئة العمرية ما بين الخامسة والعشرين والرابعة والأربعين عاماً، ونسبة 25.9% كانت ما بين الخامسة والأربعين والرابعة والستين، ونسبة 9.7% كانت ضمن فئة الخامسة والستين عاماً فما فوق. يوجد لكل 100 أنثى 94.7 ذكر، ويوجد لكل 100 أنثى في الثامنة عشر من عمرها فما فوق 92.6 ذكر.
بلغ متوسط دخل الأسرة في القرية 60,486 دولارًا، أما متوسط دخل العائلة فبلغ 70,029 دولارًا. وكان متوسط دخل الذكور 49,892 دولارًا مقابل 32,558 دولارًا للإناث. وسجل دخل الفرد الخاص بالقرية 27,679 دولارًا. وكانت نسبة 2.8% من العائلات ونسبة 3.5% من السكان تحت خط الفقر، وكان من هؤلاء نسبة 3.9% تحت سن الثامنة عشر ونسبة 8.5% في الخامسة والستين من العمر وما فوق.

### تعداد عام 2010
بلغ عدد سكان كليمونس 18,627 نسمة بحسب تعداد عام 2010، وبلغ عدد الأسر 7,307 أسرة وعدد العائلات 5,200 عائلة مقيمة في القرية. في حين سجلت الكثافة السكانية 594.7 نسمة لكل كيلومتر مربع (1,540.3/ميل2). وبلغ عدد الوحدات السكنية 8,046 وحدة بمتوسط كثافة قدره 256.9 لكل كيلومتر مربع (665.4/ميل2).
وتوزع التركيب العرقي للقرية بنسبة 83.21% من البيض و6.74% من الأمريكيين الأفارقة و0.26% من الأمريكيين الأصليين و3.70% من الأمريكيين ذوي الأصول الآسيوية و0.03% من سكان جزر المحيط الهادئ و4.52% من الأعراق الأخرى و1.54% من عرقين مختلطين أو أكثر و8.43% من الهسبانيون أو اللاتينيون من أي عرق.
بلغ عدد الأسر 7,307 أسرة كانت نسبة 37.2% منها لديها أطفال تحت سن الثامنة عشر تعيش معهم، وبلغت نسبة الأزواج القاطنين مع بعضهم البعض 57.6% من أصل المجموع الكلي للأسر، ونسبة 10.2% من الأسر كان لديها معيلات من الإناث دون وجود شريك،  بينما كانت نسبة 3.4% من الأسر لديها معيلون من الذكور دون وجود شريكة وكانت نسبة 28.8% من غير العائلات. تألفت نسبة 25.2% من أصل جميع الأسر من عدة أفراد يعيشون في نفس المنزل ونسبة 9.3% كانت تتألف من شخص يعيش بمفرده يبلغ من العمر 65 عاماً أو أكثر. وبلغ متوسط حجم الأسرة المعيشية 2.52، أما متوسط حجم العائلات فبلغ 3.03.
بلغ العمر الوسطي للسكان 40.6 عاماً. وكانت نسبة 26.5% من القاطنين تحت سن الثامنة عشر، وكانت نسبة 5.9% بين الثامنة عشر والرابعة والعشرين عاماً، ونسبة 24.5% كانت واقعةً في الفئة العمرية ما بين الخامسة والعشرين والرابعة والأربعين عاماً، ونسبة 28.5% كانت ما بين الخامسة والأربعين والرابعة والستين، ونسبة 14.6% كانت ضمن فئة الخامسة والستين عاماً فما فوق. وتوزع التركيب الجنسي للسكان بنسبة 47.7% ذكور و52.3% إناث.